# Tom Brady
Thomas Edward Brady Jr. (San Mateo, Kalifornia, 1977. augusztus 3. –) amerikaifutball-játékos. Hétszeres Super Bowl győztes. A National Football League-ben (NFL) 23 szezonban szerepelt.
Középiskolai évei alatt még baseballjátékosnak is készült, 1995-ben egy MLB-csapat, a Montreal Expos draftolta is, méghozzá a 18. körben. Az egyetemen mégis az amerikai futballt választotta, ahol az első két éve alatt csak a padon ült, az azóta már visszavonult NFL irányító, Drew Bledsoe mögött. Amikor viszont megkapta a lehetőséget, élni tudott vele, ennek bizonyítéka, hogy Brady a University of Michigennel 1999-ben megnyerte az Orange Bowl-t. Ezután 2000-ben a New England Patriots a draft hatodik körében szerezte meg.

## NFL

### 2001-es szezon
Eleinte a negyedik számú irányító volt csapatánál, de hamarosan már Drew Bledsoe közvetlen cseréjévé lépett elő. Hamarosan lehetőséghez is jutott, miután Bledsoe 2001 szeptemberében súlyos sérülést szenvedett. Ezzel Brady lett a kezdő irányító. Első meccsein még nem nyújtott kiemelkedő teljesítményt, azonban pár mérkőzés elteltével már stabilan és eredményesen irányította csapatát. Ennek köszönhetően a Patriots 11 győzelem mellett csupán 5 vereséget szerzett az alapszakaszban, bejutva így a rájátszásba, majd onnan az AFC konferencia döntőjébe, ahonnan, legyőzve a Pittsbourgh Steelerst, a Super Bowlba jutottak. Itt az a St. Louis Rams volt az ellenfelük, akit a mérkőzés előtt lényegesen esélyesebbnek tartottak. Ennek ellenére Brady 148 passzolt yardjával, egy Touchdown passzával, és Adam Vinatieri utolsó másodperces Field Goaljával legyőzték a Rams-et. Brady fantasztikus játékának köszönhetően az aranygyűrű mellett a meccs MVP-jének járó díjat is bezsebelhette.
Miután a Super Bowl megnyerése után visszatértek Bostonba, közel másfélmillió ember ünnepelte őket győzelmi parádéjukon.

### 2002-es szezon
Tom Brady és csapata, a New England Patriots 9-7-es mérleggel zárta az alapszakaszt, a New York Jetscel és a Miami Dolphinssal küzdve a csoportelsőségért, amit végül a Dolphins szerzett meg. Mivel a Patriots Wild Card pozícióban sem volt, így ezzel végetért számukra az idény.
Brady bár a legtöbb, 28 touchdown passzt adta a ligában, a 14 interception miatt karrierje legrosszabb, 85,7-es, QB-ratingjével zárta a szezont. Ennek fő oka a vállsérülése lehetett.

### 2003-as szezon
A 2003–2004-es szezonban, a 2-2-es szezon kezdet ellenére, egy 12 győzelmet bemutató szériának köszönhetően, fantasztikus teljesítménnyel megnyerték a csoportjukat, az AFC Eastet. Brady legjobb meccse a Buffalo Bills ellen volt, ahol 122.9-es QB-ratinget produkált.
A Play-off első két körében a Tennessee Titans-t és az Indianapolis Colts-ot verték ki, majd ezután a Super Bowlban az NFC bajnokát, a Carolina Pantherst győzték le, hasonló módon, mint két évvel azelőtt a St. Louis Rams-t, hiszen újra Vinatieri field goalja döntött. Azonban Brady, ha lehet, még a két évvel azelőttinél is jobb játékot bemutatva, 354 passzolt yardja mellett 3 touchdown-t érő átadása is volt. Természetesen Brady-t újra a döntő legértékesebb játékosának(MVP) választották.

### 2004-es szezon
A 2004–2005-ös szezon alatt a New England Patriots, Brady vezérletével, egy fantasztikus sorozatot produkálva, az előző idényt is figyelembe véve, 21 egymást követő alapszakaszmeccsen ünnepelhettek győzelmet. Az alapszakaszt, az előző évhez hasonlóan, 14-2-vel zárták, egyedülálló módon a címvédő csapatok közül. A Patriots így, négy év alatt a harmadik alkalommal, megnyerte csoportját, az AFC Eastet. Brady a Playoffban győzelemre vezette a csapatát a Pittsburgh Steelers és az Indianapolis Colts ellen is. A liga legjobb védekező alakulatával felálló Steelers ellen Brady az év meccsét játszotta, elérve a 130.5-es QB ratinget. Az egész évet tekintve 92,6-es volt a ratingje, ami NFL karrierjének addigi legjobbja volt. A harminckilencedik Super Bowlban az NFC győztesével, a Philadelphia Eaglessel kerültek szembe, akiket Brady 2 Touchdown passzával és 236 passzolt yardjával 24-21-re győztek le, négy év alatt harmadszor megnyerve a Super Bowlt.

### 2005-ös szezon
A 2005–2006-os idényben a Patriots Tom Brady passzjátékára volt utalva, miután legfőbb futójátékosai, mint Corey Dillon vagy Kevin Faulk, megsérült. Brady teljesítette a rá hárult feladatot, 4110 yardot és 26 Touchdownt passzolva az alapszakaszban, ami az előző évinél alig rosszabb, 92,3-es ratinget eredményezett. Emellett Brady 89 yardot futott, és karrierje legkevesebb interceptionét dobta. Az Atlanta Falcons ellen pedig fantasztikus 140,3-es ratinget produkált. A sérült Pats így végül is 10-6-tal végzett, bejutva ezzel a playoffba.
Miután a Wild Card meccsen a Patriots 28-3-ra legyőzte a Jacksonville Jaguarst, Brady a következő körben kénytelen volt elszenvedni első playoff vereségét, miután az INVESCO Fielden kikaptak a Denver Broncos ellen. Brady 343 passzolt yardja mellett két interceptiont és csupán egy touchdownt dobott.
A szezon után derült ki, hogy Brady december óta sérvvel küszködött, amiről a Linebacker Willie McGinest úgy nyilatkozott, hogy Brady tudott róla, ennek ellenére vállalta a játékot. A sérülés volt az oka annak is, hogy a meghívás ellenére Brady nem tudott részt venni a Pro Bowlon.

### 2006-os szezon
Sorozatban negyedszer megnyerve csoportjukat, az AFC Eastet, 12-4-gyel zárták az alapszakaszt. Brady a 3,529 yard mellett 24 touchdownt dobott. Ebben az évben nem választották be a Pro Bowl csapatába. A rájátszás első, wild card fordulójában a csoportrivális New York Jetssel kerültek szembe, akiket fölényesen, 37-16-ra győztek le. Brady 2 TD passzt adott. A következő körben a Pats San Diegóba utazott, a Chargers otthonába. Brady ekkor először játszott playoff meccset szülőföldjén, Kaliforniában. Brady és a Pats keményen küzdött a Super Bowl esélyeseként számon tartott, a legjobb futóval, LaDainian Tomlinsonnal felálló Chargers ellen. Brady három interceptiont dobott a meccsen, de a negyedik negyedben kulcsjátékokat hozva végül Coldwell 49 yardos elkapása után Gostkowski field goaljával 24-21-re győztek.
Az AFC konferenciadöntőjében azzal az Indianapolis Coltssal kerültek szembe, akivel a korábbi három rájátszásból kétszer találkoztak. Brady és a Pats nagyszerű teljesítményt produkálva 21-6-os vezetéssel zárta a félidőt. Azonban a második félidőben Manning, rácáfolva korábbi playoffokban nyújtott játékára, visszahozta a meccset a Colts számára, majd a vezetést is átvette. A Patsnek az utolsó két percben még lett volna lehetősége a fordításra, azonban Brady egy hosszú passzt megkísérelve interceptiont dobott, így a Patriots 38-34-es vereséget szenvedett, és nem jutott be a Super Bowlba.

### 2007-es szezon

#### Alapszakasz
A New England a 2007–2008-as szezonra mind WR, mind TE posztra „bevásárolt”. A holtszezonban megszerezték Donte Stallworth-öt, Wes Welker-t, Kelley Washington-t és Randy Moss-t; valamint Kyle Brady-t; és a running back Sammy Morris-t is. A védekező csapat pedig a veteránnak számító linebackerrel, Junior Seau-val bővült. A Patriots egyértelműen a végső győzelemre legesélyesebb csapatként kezdte el az idényt.
A Pats 16-0-s alapszakaszt produkált. Brady mindemellett számos rekordot döntött meg, illetve állított be.
- 7. játékhét: Miami elleni mérkőzésén 6 TD passzával szezoncsúcsot dobott, és tökéletes játékot produkált, elsőként a New England történelmében.
- 9. játékhét: Indianapolis Colt elleni meccsen 3 TD passzával megdöntötte Peyton Manning rekordját, mivel zsinórban 9 mérkőzésen szerzett 3 vagy több touchdownt.
- 12. játékhét: Az Eagles ellen elérte 25 000. passzolt yardját, mivel csak egyetlenegy TD-t passzolt, végetért a „3 touchdown” sorozata 10 mérkőzéssel.
- 13. játékhét: A Ravens elleni találkozón az NFL történetében negyedikként teljesítette az egy szezonban passzolt 40 TD-t. Így bekerült a 40-esek, Kurt Warner, Peyton Manning és Dan Marino (kétszer is teljesítette) közé.
- 14. játékhét: A Pittsburgh legyőzésével, mivel 4 touchdownt szerzett, utolérte az egy szezon alatt 45 TD-t passzoló Dan Marinót és Peyton Manninget. Ez volt a 11. meccse, amin 3 vagy több TD-t szerzett, így Marino 10-es rekordját is felülmúlta. Karrierje során 2. alkalommal ért el 4000 yardot.
- 16. játékhét: Brady 3. TD passza a Pats szezonbeli 71. TD-je volt, ezzel megdöntötték a Miami Dolphins 1984-es rekordját, ami 70 volt. Az irányító 12 meccsen passzolt 3 vagy több touchdownt.
- 17. játékhét: Az alapszakasz utolsó mérkőzésén Tom 2 TD-t passzolt, így megdöntötte Peyton Manning egy szezonban dobott 49 TD-s rekordját. A meccsen Randy Moss 23. TD elkapásával szintén rekordot állított fel. Brady 578 passzából 398 sikeres volt, ez 68,9%, 4806 yardja minden idők 3. legjobbja. 50 touchdown passza egyedülálló, minden minden idők legtöbbje. Mindemellett az alapszakasz MVP-je lett, valamint a legjobb támadó játékos.

#### Playoff
A tökéletes alapszakasz után a playoff első mérkőzésén a Jacksonville volt a Patriots ellenfele. Brady 28 passzából 26 sikeres volt, ezzel a 92,9%-os pontossággal már a legpontosabban passzoló játékosnak is tudhatta magát. A győzelemmel megdöntötték a Dolphins rekordját, mivel már 17 mérkőzés óta veretlenek voltak. A San Diego Chargers elleni rossz szereplése ellenére (3 interseption) megszerezték a főcsoport győzelmet 21-12-re. Tom hét idénye alatt negyedszerre jutott be a Super Bowlba. A döntőben a New York Giants védelmével kellett szembenéznie a quarterbacknek. A Giants linebackerjei 5-ször sackelték Brady-t. A már régóta sérülésekkel küzdő irányító 3 perccel a 4. negyed vége előtt touchdownt érő passzot adott Moss-nak, ám az ellenfél utolsó pillanatban szerzett 7 pontjával 17-14-re vereséget szenvedett a New England. A mérkőzés minden idők legnagyobb döntőbeli fordítása volt.
(Tom Brady dobóvállával sérült listán volt a teljes szezon alatt)

### 2008-as szezon
A szezonkezdő meccsen a Kansas City safetyje Bernard Polland szerencsétlen tackle folytán Brady bal térde súlyosan megsérült. Jelenleg két műtéten van túl és jelen van a csapat edzésein. Azáltal, hogy a szezon hátralevő részét ki kellett hagynia, megszakadt a 111 mérkőzéses sorozat, eddig a pillanatig ugyanis ennyi mérkőzésen volt kezdő egyhuzamban, amivel az NFL listáján a negyedik helyet foglalta el.

### 2009-es szezon
A sérüléséből visszatérve, a szezon nyitómérkőzésén 378 yardot és 2 touchdownt passzolt a Buffalo Bills ellenében. A mérkőzés utolsó perce még 24-13-as Buffalo vezetéssel kezdődött meg, Benjamin Watson azonban Brady 2 passzát is sikeresen az ellenfél célterületérre juttatta, megszerezve ezzel a győzelmet csapata számára. Brady nem csak a győzelemnek, hanem egy különdíjnak is örülhetett, ugyanis karrierje során tizenharmadjára érdemelte ki az AFC Offensive Player of the Week (AFC A Hét Támadójátékosa) megtisztelő címét.

## Magánélet
Brady 2004-től 2006 végéig Bridget Moynahannel élt együtt. 2007 februárjában Moynahen a People magazinnak megerősítette, hogy már több mint három hónapja Brady gyermekét hordja a szíve alatt. Brady és Moynahen valamikor 2006 decemberének elején vetettek véget kapcsoltuknak, körülbelül akkor, amikor Bridget teherbe esett. A gyermek 2007 augusztus 22-én, Santa Monicában született meg, és a John Edward Thomas Moynahan nevet kapta. Brady 2009-ben feleségül vette a szupermodell Gisele Bündchent.

## Statisztikák

### Alapszakasz
(az adatok frissítve: 2011.10.09.)
| ÉV      | Csapat  | Játszott | Kezdő | Győzelem | Passz. | Passz. | Passz.  | Passz.   | Passz. | Passz. | Passz. | Passz. | Passz.   | Fut. | Fut. | Fut. | Fut. | Fumb. | Fumb. |
| ÉV      | Csapat  | Játszott | Kezdő | Győzelem | Jó     | Kísér. | Pct     | Yds      | YPA    | Legh.  | TD     | Int    | Rate     | Kis. | Yds  | Átl. | TD   | Fum   | Lost  |
| ------- | ------- | -------- | ----- | -------- | ------ | ------ | ------- | -------- | ------ | ------ | ------ | ------ | -------- | ---- | ---- | ---- | ---- | ----- | ----- |
| 2000    | NE      | 1        | 0     | 0        | 1      | 3      | 33.3    | 6        | 2      | 6      | 0      | 0      | 42.4     | 0    | 0    | 0.0  | 0    | 0     | 0     |
| 2001    | NE      | 15       | 14    | 11       | 264    | 413    | 63.9    | 2,843    | 6.9    | 91     | 18     | 12     | 86.5     | 36   | 43   | 1.2  | 0    | 12    | 3     |
| 2002    | NE      | 16       | 16    | 9        | 373    | 601    | 62.1    | 3,764    | 6.3    | 49     | 28{×}  | 14     | 85.7     | 42   | 110  | 2.6  | 1    | 11    | 5     |
| 2003    | NE      | 16       | 16    | 14       | 317    | 527    | 60.2    | 3,620    | 6.9    | 82     | 23     | 12     | 85.9     | 42   | 63   | 1.5  | 1    | 13    | 5     |
| 2004    | NE      | 16       | 16    | 14       | 288    | 474    | 60.8    | 3,692    | 7.8    | 50     | 28     | 14     | 92.6     | 43   | 28   | 0.7  | 0    | 7     | 5     |
| 2005    | NE      | 16       | 16    | 10       | 334    | 530    | 63.0    | 4,110{×} | 7.8    | 71     | 26     | 14     | 92.3     | 27   | 89   | 3.3  | 1    | 4     | 3     |
| 2006    | NE      | 16       | 16    | 12       | 319    | 516    | 61.8    | 3,529    | 6.8    | 62     | 24     | 12     | 87.9     | 49   | 102  | 2.1  | 0    | 12    | 4     |
| 2007    | NE      | 16       | 16    | 16       | 398    | 578    | 68.9{×} | 4,806{×} | 8.3    | 65     | 50{×}  | 8      | 117.2{×} | 37   | 98   | 2.6  | 2    | 6     | 4     |
| 2008    | NE      | 1        | 1     | 1        | 7      | 11     | 63.6    | 76       | 6.9    | 28     | 0      | 0      | 83.9     | 0    | 0    | 0    | 0    | 0     | 0     |
| 2009    | NE      | 16       | 16    | 10       | 371    | 565    | 65.7    | 4398     | 7.8    |        | 28     | 13     | 96.2     | 29   | 44   | 1.5  | 1    | 4     | 2     |
| 2010    | NE      | 16       | 16    | 14       | 324    | 492    | 65.9    | 3900     | 7.9    |        | 36{×}  | 4      | 111.0{×} | 31   | 30   | 1.0  | 1    | 3     | 1     |
| 2011    | NE      | 6        | 6     | 5        | 160    | 237    | 67.5    | 2163     | 9.1    | 99{×}  | 16     | 8      | 104.8    | 10   | 30   | 3.0  | 0    | 0     | 0     |
| Karrier | Karrier | 151      | 149   | 116      | 3156   | 4947   | 63.8    | 36907    | 7.5    | 99{×}  | 277    | 111    | 95.6     | 346  | 637  | 1.8  | 7    | 72    | 32    |:{×} League Leader
- egy 23 yardos elkapás (12/22/01 vs. Miami)
- egy 36 yardos punt, ami az 1 yardos vonalon landolt (12/07/03 vs. Miami)

### Playoffs
(az adatok frissítve: 2011.10.09.)
| 2001    | NE      | 3  | 3  | 60  | 97  | 61.9 | 572  | 5.9 | 1  | 1  | 77.3  | 8  | 22 | 2.8  | 1 |
| 2003    | NE      | 3  | 3  | 75  | 126 | 59.5 | 792  | 6.3 | 5  | 2  | 84.5  | 12 | 18 | 1.5  | 0 |
| 2004    | NE      | 3  | 3  | 55  | 81  | 67.9 | 587  | 7.2 | 5  | 0  | 109.4 | 7  | 3  | 0.5  | 1 |
| 2005    | NE      | 2  | 1  | 35  | 63  | 55.6 | 542  | 8.6 | 4  | 2  | 92.2  | 3  | 8  | 2.7  | 0 |
| 2006    | NE      | 3  | 2  | 70  | 119 | 58.9 | 724  | 6.1 | 5  | 4  | 76.5  | 8  | 18 | 2.3  | 0 |
| 2007    | NE      | 3  | 2  | 77  | 109 | 70.6 | 737  | 6.8 | 6  | 3  | 96.0  | 4  | -1 | -0.3 | 0 |
| 2009    | NE      | 1  | 0  | 23  | 42  | 54.8 | 154  | 3.7 | 2  | 3  | 49.1  | 0  | 0  | 0    | 0 |
| 2010    | NE      | 1  | 0  | 29  | 45  | 64.4 | 299  | 6.6 | 2  | 1  | 89.0  | 2  | 2  | 1.0  | 0 |
| Karrier | Karrier | 19 | 14 | 424 | 682 | 62.2 | 4407 | 6.5 | 30 | 16 | 85.7  | 44 | 70 | 1.6  | 2 |